# Herminia tetropis
Herminia tetropis là một loài bướm đêm trong họ Noctuidae.